# Bhogaon
Bhogaon là một thị xã và là một nagar panchayat của quận Mainpuri thuộc bang Uttar Pradesh, Ấn Độ.

## Nhân khẩu
Theo điều tra dân số năm 2001 của Ấn Độ, Bhogaon có dân số 26.799 người. Phái nam chiếm 53% tổng số dân và phái nữ chiếm 47%. Bhogaon có tỷ lệ 55% biết đọc biết viết, thấp hơn tỷ lệ trung bình toàn quốc là 59,5%: tỷ lệ cho phái nam là 61%, và tỷ lệ cho phái nữ là 47%. Tại Bhogaon, 17% dân số nhỏ hơn 6 tuổi.